# Исмаил I ибн Фарадж
Абу́ль-Вали́д Исма́’и́л I ибн Фарадж (араб. أبو الوليد إسماعيل بن فرج‎; 1279 — 6 июля 1325) — пятый правитель Гранадского эмирата из династии Насридов, правивший с 1314 по 1325 год. Представитель боковой линии Насридов. Абу Валид, так его звали до воцарения, был сыном Фатимы, дочери Мухаммада II аль-Факиха бен Мухаммад I аль-Галиб бен Юсуф бен Наср аль-Ахмар, и его двоюродного брата Абу Саида Фараджа бен Абу Валид Исмаил бен Юсуф бен Наср аль-Ахмар.

## Биография
Жители Альбайсина восстают против власти эмира и объявляют его кузена, принца Абу Валида новым правителем. Абу Валид принимает имя Исмаил I, оставив Насру только Гуадис, где тот и умер от инсульта в 1322 году. Исмаил I стал одним из успешных правителей Гранады, отбив у христиан прежние владения эмирата — Альхесирас, Тарифу и Ронду. В апреле-мае 1316 года у Гуадикса гранадцы наносят поражение кастильцам.
26 июня 1319 года войска регентов дона Педро и дона Хуана, соопекунов Альфонсо XI Справедливого, объявив крестовый поход против мусульман, доходят до самых стен Гранады, сжигая и разрушая все на своем пути. Принц Педро внезапно атакует мусульманскую армию и побеждает при поддержке отряда Маринидов. Однако оба инфанта, Педро и Хуан, погибают в сражении. Кастилия остается без регентов, армия снимает осаду и уходит домой. 
Используя слабость власти в Кастилии, Исмаил I возвращает Басу, Уэскар, Орсе, Галеру и Мартос. При взятии Мартоса происходит стычка Исмаила с его двоюродным братом, Мухаммадом ибн Исмаилом, губернатором Альхесираса.
6 июля 1325 года Мухаммад ибн Исмаил приказывает убить своего двоюродного брата, Исмаила I.
Исмаил I внёс значительный вклад в строительство Альгамбры и Хенералифе.